# 基督伝道隊
基督伝道隊（きりすとでんどうたい）は福岡県北九州市に本部を置く、プロテスタントの団体。

## 沿革

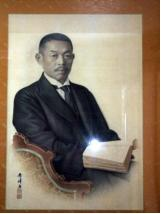
大正時代のリバイバリスト柘植不知人

- 1922年柘植不知人が日本伝道隊と分かれて基督伝道隊を設立。柘植は活水学院を設立して、多くの修養生を訓練した。
- 1929年 基督伝道隊は一度解散した。
- 1933年 再建

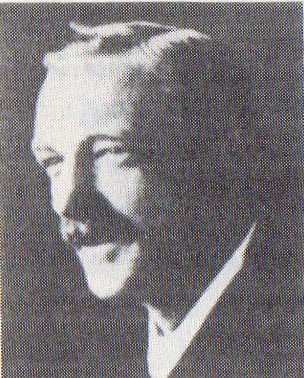
日本伝道隊創設者バークレー・バックストン

- 1937年 バークレー・バックストンを招いた。
- 1941年 日本基督教団に包括された。
- 1947年 日本基督教団を離脱して、基督伝道隊を再建した。

## 特徴
- キリストの十字架と復活と聖霊の降臨を宣伝する。
- 特殊の信仰箇条はなく、聖書全部を信じて、これを実体験する。